# Делла-Вос, Виктор Карлович
Ви́ктор Ка́рлович Де́лла-Во́с (Виктор Венцеслав Эрнст Делла-Вос; 31 января [12 февраля] 1829, Одесса — 15 [27] июля 1890, Париж) — российский инженер-механик, организатор технического образования, инициатор учреждения и первый директор Московского технического училища. Тайный советник.

## Биография
Происходил из семьи испанского эмигранта (в России стал именоваться Карлом Эдуардовичем) и русской дворянки. В семье, кроме Виктора, были старшие дети: Мария, Михаил и Александр и младшие: Людвиг и Фёдор.
Начальное образование получил в итальянском пансионе Золотова. Окончил Ришельевский лицей (1848) и физико-математический факультет Московского университета со степенью кандидата (1853). С сентября 1854 года преподавал, сначала русский язык, затем математику и геодезию, — в Главном училище садоводства министерства государственных имуществ. С марта 1857 года — старший учитель в Ришельевском лицее.
В 1859—1862 году слушал курс механики в Парижской консерватории искусств и ремёсел, после чего был определён, в ноябре 1862 года, исполняющим должность профессора механики Петровской земледельческой и лесной академии; с сентября 1865 года — ординарный профессор.

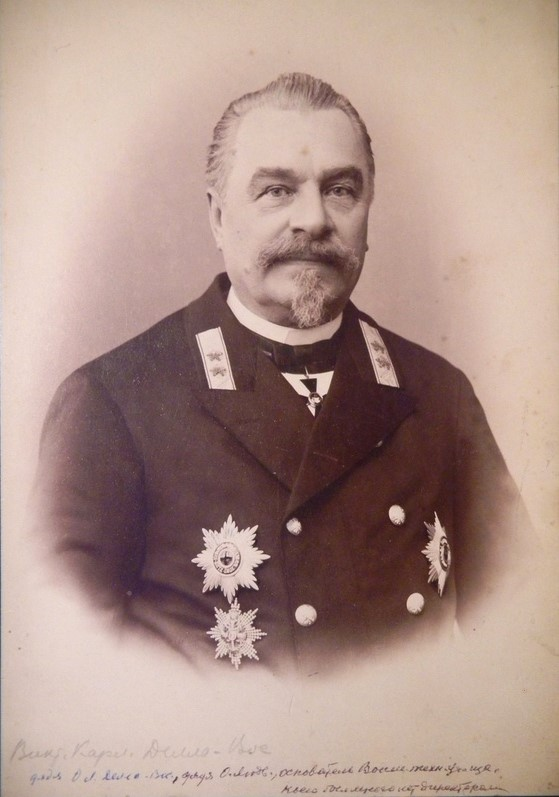
Тайный советник В. К. Делла-Вос.
Санкт-Петербург. После 1885 г.

В 1864 году перешёл из римско-католического вероисповедания в православие. В том же году, 17 августа, женился на Марии Ивановне Пельт, французской подданной. 
Оставаясь в Петровской академии В. К. Делла-Вос с августа 1867 году возглавил Московское ремесленное училище, которое по его инициативе в 1868 году было преобразовано в высшее учебное заведение — Московское техническое училище. Им был внесён в преподавание новый, до тех пор неизвестный метод инженер-механика Дмитрия Советкина — метод систематического преподавания ремёсел, впоследствии ставший основой большинства европейских систем профессионального образования и получившее название «русская система». В 1872 году им был приглашён преподавать в училище Николай Жуковский, организовавший здесь кафедру теоретической механики.
В 1877 году Делла-Вос организовал при училище первое в России Политехническое общество. Директором училища Делла-Вос был до 1880 года. С 1881 года он состоял членом Учебного комитета ведомства учреждений Императрицы Марии и управляющим канцелярией по учебным заведениям Министерства путей сообщения.  
В 1886 году был назначен управляющим учебным отделом Министерства путей сообщения. На этой должности им был выработан проект учреждения кондукторских школ с совершенно новой программой; были преобразованы существовавшие железнодорожные училища; составлен проект общих оснований устройства школ пароходных машинистов и техников судостроительного дела. Кроме этого, Делла-Вос принимал участие в преобразовании Института инженеров путей сообщения.
В. К. Делла-Вос неоднократно был представителем на всемирных выставках: в Лондоне (1862), Париже (1867, 1878), Вене (1873), а также на художественно-промышленной выставке в Лондоне (1885).
В 1874 году вместе с графом Уваровым участвовал в создании первой протяженной линии конки.
В. К. Делла-Вос был членом Императорского Русского технического общества, Московского Общества распространения технических знаний, Императорского Общества любителей естествознания, антропологии и этнографии, Императорского Вольного экономического общества, Императорского Общества сельского хозяйства.
Умер 15 (27) июля 1890 года в Париже. Был похоронен в Москве на кладбище Ново-Алексеевского монастыря, где был установлен надгробный памятник работы Марии Диллон; вместе со всем Ново-Алексеевским некрополем захоронение и памятник были утрачены после революции 1917 года.